# Groupe A du Championnat d'Europe féminin de basket-ball 2013
Le Groupe A du Championnat d'Europe de basket-ball féminin 2013 se déroule entre le 15 et le 17 juin 2013. Les matchs de ce groupe se déroulent au Complexe sportif du Kercado à Vannes en France.
Le groupe est composé des équipes nationales : Monténégro, Slovaquie, Turquie, et Ukraine. Les trois premières équipes classées sont qualifiées pour le second tour (Groupe E).

## Classement
| Groupe A (Vannes) | Groupe A (Vannes) | Groupe A (Vannes) | Groupe A (Vannes) | Groupe A (Vannes) | Groupe A (Vannes) | Groupe A (Vannes) | Groupe A (Vannes) | Groupe A (Vannes) |
|                   | Équipe            | Pts               | G                 | P                 | PP                | PC                | Diff              | Dép               |
| ----------------- | ----------------- | ----------------- | ----------------- | ----------------- | ----------------- | ----------------- | ----------------- | ----------------- |
| 1                 | Turquie           | 6                 | 3                 | 0                 | 210               | 157               | +53               |                   |
| 2                 | Monténégro        | 5                 | 2                 | 1                 | 206               | 189               | +17               |                   |
| 3                 | Slovaquie         | 4                 | 1                 | 2                 | 186               | 211               | −25               |                   |
| 4                 | Ukraine           | 3                 | 0                 | 3                 | 180               | 225               | −45               |                   |

## Détails des matchs

### 15 juin
| 15 juin 2013 15 h 30 CEST | Rapport | Monténégro                                                      | 77-63                    | Slovaquie                                                            |  | Complexe sportif du Kercado, Vannes Affluence : 1 000 Arbitres : Ingus Baumanis Fabiana Martinescu Aliaksandr Syrytsa |
| 15 juin 2013 15 h 30 CEST | Rapport | Score par quart-temps : 14-18, 19-17, 26-17, 18-11              |                          |                                                                      |  | Complexe sportif du Kercado, Vannes Affluence : 1 000 Arbitres : Ingus Baumanis Fabiana Martinescu Aliaksandr Syrytsa |
| 15 juin 2013 15 h 30 CEST | Rapport | Jelena Dubljević 20 Jelena Dubljević 8 Dubljević, Perovanović 4 | Points Rebonds Passes d. | Tetemondová, Vyňuchalová 13 Romana Vyňuchalová 7 Gabriela Kubatová 5 |  | Complexe sportif du Kercado, Vannes Affluence : 1 000 Arbitres : Ingus Baumanis Fabiana Martinescu Aliaksandr Syrytsa |

| 15 juin 2013 18 h 30 CEST | Rapport | Ukraine                                                           | 52-78                    | Turquie                                               |  | Complexe sportif du Kercado, Vannes Affluence : 1 450 Arbitres : Aleksandar Glisic Ilona Kucerova Carole Delauné |
| 15 juin 2013 18 h 30 CEST | Rapport | Score par quart-temps : 11-24, 21-16, 8-22, 12-16                 |                          |                                                       |  | Complexe sportif du Kercado, Vannes Affluence : 1 450 Arbitres : Aleksandar Glisic Ilona Kucerova Carole Delauné |
| 15 juin 2013 18 h 30 CEST | Rapport | Kourasova, Mirtcheva 8 Olena Ogorodnikova 8 Dubrovina, Kochubei 4 | Points Rebonds Passes d. | Quanitra Hollingsworth 15 Bahar Çağlar 7 Işıl Alben 7 |  | Complexe sportif du Kercado, Vannes Affluence : 1 450 Arbitres : Aleksandar Glisic Ilona Kucerova Carole Delauné |

### 16 juin
| 16 juin 2013 12 h 30 CEST | Rapport | Slovaquie                                                     | 75-68                    | Ukraine                                                   |  | Complexe sportif du Kercado, Vannes Affluence : 550 Arbitres : Haydn Jones Aleksandar Glisic Tomislav Hordov |
| 16 juin 2013 12 h 30 CEST | Rapport | Score par quart-temps : 20-28, 24-9, 17-14, 14-17             |                          |                                                           |  | Complexe sportif du Kercado, Vannes Affluence : 550 Arbitres : Haydn Jones Aleksandar Glisic Tomislav Hordov |
| 16 juin 2013 12 h 30 CEST | Rapport | Klaudia Lukačovičová 23 Klaudia Lukačovičová 9 Timea Sujová 7 | Points Rebonds Passes d. | Alina Iahoupova 17 Viktoriya Mirtcheva 7 Olga Dubrovina 4 |  | Complexe sportif du Kercado, Vannes Affluence : 550 Arbitres : Haydn Jones Aleksandar Glisic Tomislav Hordov |

| 16 juin 2013 15 h 00 CEST | Rapport | Turquie                                                           | 66-57                    | Monténégro                                                    |  | Complexe sportif du Kercado, Vannes Affluence : 1 039 Arbitres : Nicolas Maestre Maka Kupatadze Nikolaos Somos |
| 16 juin 2013 15 h 00 CEST | Rapport | Score par quart-temps : 12-21, 17-7, 18-10, 19-19                 |                          |                                                               |  | Complexe sportif du Kercado, Vannes Affluence : 1 039 Arbitres : Nicolas Maestre Maka Kupatadze Nikolaos Somos |
| 16 juin 2013 15 h 00 CEST | Rapport | Tunçluer, Palazoğlu 12 Quanitra Hollingsworth 7 Birsel Vardarlı 7 | Points Rebonds Passes d. | Iva Perovanović 17 Perovanović, Dubljević 8 Jelena Škerović 9 |  | Complexe sportif du Kercado, Vannes Affluence : 1 039 Arbitres : Nicolas Maestre Maka Kupatadze Nikolaos Somos |

### 17 juin
| 17 juin 2013 12 h 30 CEST | Rapport | Monténégro                                                | 72-60                    | Ukraine                                                        |  | Complexe sportif du Kercado, Vannes Affluence : 800 Arbitres : Jasmina Juras Gintaras Vitkauskas Antonis Demetriou |
| 17 juin 2013 12 h 30 CEST | Rapport | Score par quart-temps : 16-19, 15-11, 22-13, 19-17        |                          |                                                                |  | Complexe sportif du Kercado, Vannes Affluence : 800 Arbitres : Jasmina Juras Gintaras Vitkauskas Antonis Demetriou |
| 17 juin 2013 12 h 30 CEST | Rapport | Jelena Dubljević 29 Jelena Dubljević 6 Jelena Dubljević 4 | Points Rebonds Passes d. | Alina Iahoupova 21 Oleksandra Kourasova 7 Olena Ogorodnikova 4 |  | Complexe sportif du Kercado, Vannes Affluence : 800 Arbitres : Jasmina Juras Gintaras Vitkauskas Antonis Demetriou |

| 17 juin 2013 15 h 00 CEST | Rapport | Turquie                                                       | 66-48                    | Slovaquie                                                 |  | Complexe sportif du Kercado, Vannes Affluence : 783 Arbitres : Carole Delauné Haydn Jones Ilona Kucerova |
| 17 juin 2013 15 h 00 CEST | Rapport | Score par quart-temps : 12-12, 20-8, 19-18, 15-10             |                          |                                                           |  | Complexe sportif du Kercado, Vannes Affluence : 783 Arbitres : Carole Delauné Haydn Jones Ilona Kucerova |
| 17 juin 2013 15 h 00 CEST | Rapport | Tuğba Palazoğlu 12 Canıtez, Hollingsworth 7 Alben, Vardarlı 5 | Points Rebonds Passes d. | Anna Jurčenková 10 Anna Jurčenková 9 Zuzana Bresániková 3 |  | Complexe sportif du Kercado, Vannes Affluence : 783 Arbitres : Carole Delauné Haydn Jones Ilona Kucerova |